# Великий понтифик

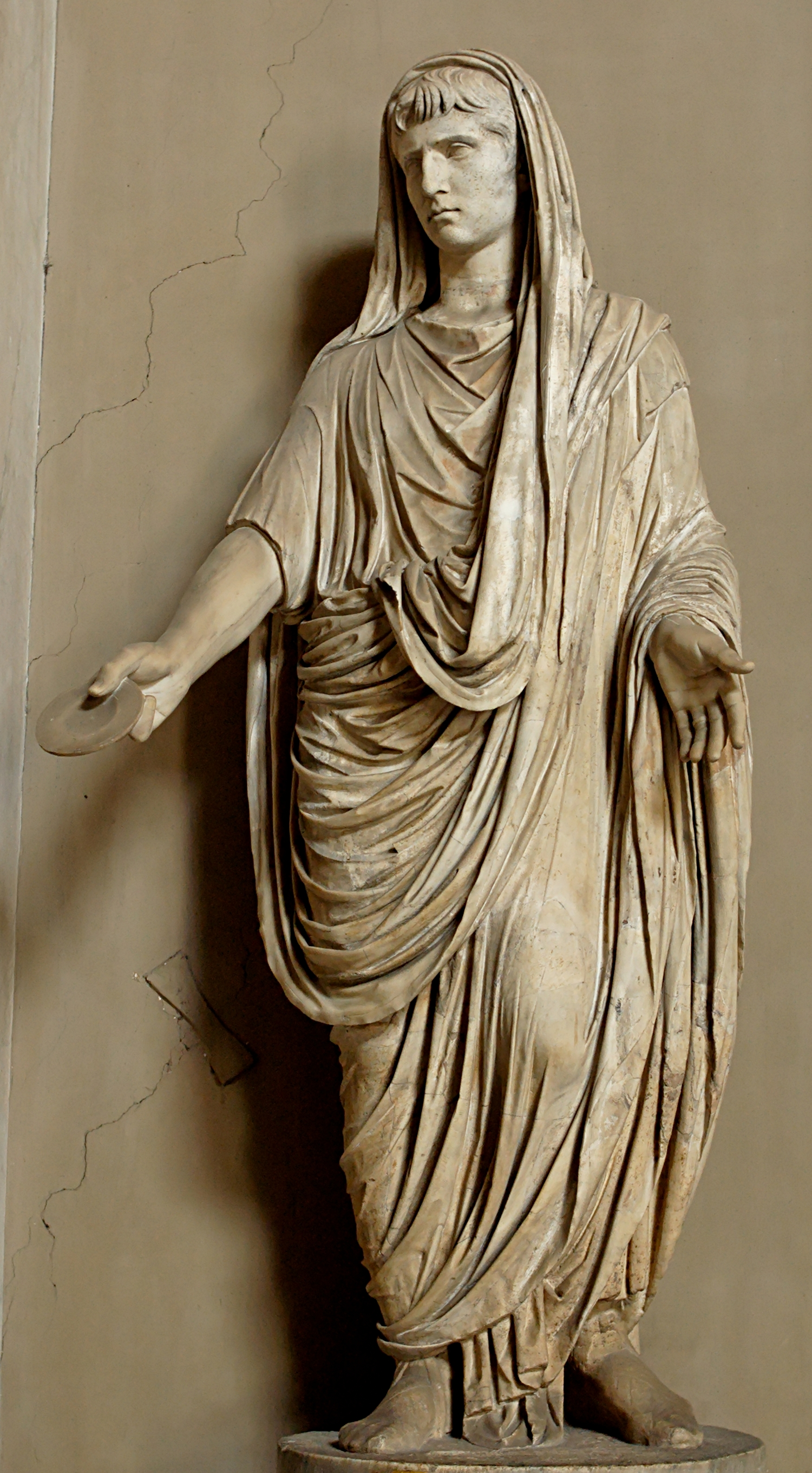
Статуя Августа в образе великого понтифика, приносящего жертву. Музей Пио-Клементино

Вели́кий понти́фик (лат. Pontifex Maximus — «великий жрец», букв. — «Великий строитель мостов») — верховный жрец, глава коллегии понтификов. Первоначально высшая жреческая должность в Древнем Риме была пожизненной. В 753—713 годах до н. э. должность занимали цари.

## Из истории института
Великий понтифик был главой коллегии понтификов и руководил так называемым жреческим царём, фламинами и весталками. Если кто-нибудь из жрецов или самих понтификов нарушал свои обязанности, Великий понтифик налагал на него штраф (лат. multa). Хотя народ имел право критиковать решения понтифика, в известных историкам случаях он их поддерживал. Великий понтифик вёл также ежегодные официальные записи предзнаменований (лат. annales maximi). Так как Великий понтифик формально не был магистратом, он не носил тогу с пурпурной каймой — отличительным его знаком был железный жертвенный нож (лат. secespita). Для выбора Великого понтифика в трибутных комициях выбирались по жребию 17 из 35 триб, и они голосовали поодиночке. Этот порядок был отменён во времена диктатуры Луция Корнелия Суллы (82—79 до н. э.), но в 63 году до н. э. восстановлен народным трибуном Титом Лабиеном. После Августа должность получали главным образом императоры — впрочем, Грациан в 382 году отменил этот порядок.
Позже Великими (Верховными) понтификами стали называться римские папы, начиная со Льва I (440 г.). Таким образом, титул великого понтифика можно считать самым древним непрерывно присваиваемым титулом в Европе.

## Великие понтифики
- 712 до н. э. — Нума Марций
- неизвестные
- 509 до н. э. — Гай Папирий
- неизвестные
- 449 до н. э. — Квинт Фурий
- 431 до н. э. — Авл Корнелий Косс
- 420 до н. э. — Спурий Минуций
- 390 до н. э. — Марк Фослий Флакцинатор
- неизвестные
- 332 до н. э. (?) — 304 до н. э. (?) — Публий Корнелий Калюсса
- 304 до н. э. — ? — Корнелий Сципион Барбат
- неизвестные
- 254 до н. э. — 243 до н. э. — Тиберий Корунканий, первый из плебеев
- 243 до н. э. — 221 до н. э. — Луций Цецилий Метелл
- 217 до н. э. — 213 до н. э. — Луций Корнелий Лентул Кавдин
- 212 до н. э. — 183 до н. э. — Публий Лициний Красс Див
- 183 до н. э. — 180 до н. э. — Гай Сервилий Гемин
- 180 до н. э. — 152 до н. э. — Марк Эмилий Лепид
- около 159 до н. э. — Гай Скрибоний Курион (?)
- 150 до н. э. — 141 до н. э. — Публий Корнелий Сципион Назика Коркул
- 141 до н. э. — 132 до н. э. — Публий Корнелий Сципион Назика Серапион
- 132 до н. э. — 130 до н. э. — Публий Лициний Красс Муциан
- ?130 до н. э. — 115 до н. э. — Публий Муций Сцевола
- 114 до н. э. — 103 до н. э. — Луций Цецилий Метелл Далматик
- 103 до н. э. — 89 до н. э. — Гней Домиций Агенобарб
- 89 до н. э. — 82 до н. э. — Квинт Муций Сцевола
- 81 до н. э. — 63 до н. э. — Квинт Цецилий Метелл Пий
- 63 до н. э. — 44 до н. э. — Гай Юлий Цезарь
- 44 до н. э. — 13 до н. э. — Марк Эмилий Лепид
- 12 до н. э. — Гай Юлий Цезарь Октавиан Август
- 31 год — Луций Элий Галл Страбон